# Stensjön, Skellefteå kommun
Stensjön är en by som ligger i Skellefteå kommun, cirka 6 km väster om Byske vid Byskeälven. Byn ligger huvudsakligen ligger norr om älven.
Vid folkräkningen 1890 fanns 104 personer upptagna i personlängden.